# Aganonerion polymorphum
Aganonerion polymorphum – gatunek rośliny z monotypowego rodzaju Aganonerion Pierre ex C. J. Spire in C. J. Spire et A. Spire, Caoutchouc Indo-Chine 43. 1906 z rodziny toinowatych (Apocynaceae). Występuje w południowo-wschodniej Azji.

## Systematyka
Pozycja według APweb (aktualizowany system APG III z 2009)
Rodzaj z podrodziny Apocynoideae z rodziny toinowatych (Apocynaceae) należącej do rzędu goryczkowców (Gentianales) w obrębie dwuliściennych właściwych.